# ISO/IEC 80000

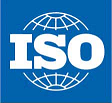
Logotipo de la Organización Internacional de Normalización.

El estándar internacional ISO/IEC 80000, dependiendo de la organización responsable ISO 80000 (Organización Internacional de Normalización) o IEC 80000 (Comisión Electrotécnica Internacional), es una guía de estilo para el uso de magnitudes físicas, unidades de medida y fórmulas que las involucran, en documentos de carácter científico o educativo a nivel mundial.

## Visión general
En la mayoría de los países, las nomenclatura usada en los libros de texto científicos y matemáticos de los colegios y universidades siguen fielmente las instrucciones dadas por este estándar.

### Partes
La norma tiene 14 partes:
| parte        | nombre                                                                    | Norma anterior                                        | notas |
| ------------ | ------------------------------------------------------------------------- | ----------------------------------------------------- | ----- |
| ISO 80000-1  | General                                                                   | ISO 31-0, IEC 60027-1 y IEC 60027-3                   |       |
| ISO 80000-2  | Signos y símbolos matemáticos para uso en ciencias naturales y tecnología | ISO 31-11, IEC 60027-1                                |       |
| ISO 80000-3  | Espacio y tiempo                                                          | ISO 31-1 y ISO 31-2                                   |       |
| ISO 80000-4  | Mecánica                                                                  | ISO 31-3                                              |       |
| ISO 80000-5  | Termodinámica                                                             | ISO 31-4                                              |       |
| IEC 80000-6  | Electromagnetismo                                                         | ISO 31-5, IEC 60027-1                                 |       |
| ISO 80000-7  | Luz                                                                       | ISO 31-6                                              |       |
| ISO 80000-8  | Acústica                                                                  | ISO 31-7                                              |       |
| ISO 80000-9  | Química y física molecular                                                | ISO 31-8                                              |       |
| ISO 80000-10 | Física atómica y nuclear                                                  | ISO 31-9 y ISO 31-10                                  |       |
| ISO 80000-11 | Números característicos                                                   | ISO 31-12                                             |       |
| ISO 80000-12 | Física del estado sólido                                                  | ISO 31-13                                             |       |
| IEC 80000-13 | Ciencia de la información y tecnología                                    | subclases 3.8 y 3.9 de IEC 60027-2:2005 y IEC 60027-3 |       |
| IEC 80000-14 | Telebiométrica relativa a la fisiología humana                            | IEC 60027-7                                           |       |

## IEC TC 25
Anders J. Thor, el presidente de la IEC TC 25, dijo que hay cuatro sistemas de escritura que superan todas las barreras lingüísticas independientemente del alfabeto usado. Estos sistemas son:
- El juego de signos y símbolos matemáticos
- Sistema Internacional de Unidades
- Los símbolos de los elementos químicos
- La forma de escribir las notas musicales

De los cuatro, los tres primeros son proporcionados por la ISO/IEC 80000.